# 492
| Calendário gregoriano                                                        | 492 CDXCII                      |
| Ab urbe condita                                                              | 1245                            |
| Calendário arménio                                                           | -60 – -59                       |
| Calendário bahá'í                                                            | -1352 – -1351                   |
| Calendário budista                                                           | 1036                            |
| Calendário chinês                                                            | 3188 – 3189                     |
| Calendário copta                                                             | 208 – 209                       |
| Calendário etíope                                                            | 484 – 485                       |
| Calendários hindus - Vikram Samvat - Calendário nacional indiano - Cáli Iuga | 547 – 548 413 – 414 3592 – 3593 |
| Calendário Holoceno                                                          | 10492                           |
| Calendário islâmico                                                          | 134 BH – 133 BH                 |
| Calendário judaico                                                           | 4252 – 4253                     |
| Calendário persa                                                             | 130 BP – 129 BP                 |
| Calendário rúnico                                                            | 742                             |
| Calendário solar tailandês                                                   | 1035                            |

492  (CDXCII na numeração romana) foi um ano bissexto do século V do Calendário Juliano, da Era de Cristo, e as suas letras dominicais foram E e D (53 semanas), teve início a uma quarta-feira e terminou a uma quinta-feira. Segundo o horóscopo chinês, foi o ano do Macaco.
| Ano completo                           |
| -------------------------------------- |
| Ano bissexto com início à quarta-feira |

## Mortes
- 1 de Março - Papa Félix III